# Ferenc Tóth
Ferenc Tóth (n. 8 februarie 1909, Seghedin, Ungaria – d. 26 februarie 1981, Budapesta, Republica Populară Ungară) a fost un luptător ce a reprezentat Ungaria, medaliat olimpic. A participat la 2 ediții ale Jocurilor Olimpice (1936, 1948) în care a câștigat o medalie de bronz.